# Saint-Pierre-Quiberon
Saint-Pierre-Quiberon é uma comuna francesa na região administrativa da Bretanha, no departamento Morbihan. Estende-se por uma área de 7,53 km². Em 2010 a comuna tinha 2 095 habitantes (densidade: 278,2 hab./km²). Situa-se na parte norte da península de Quiberon, a norte da comuna de Quiberon.